# Полторак, Аркадий Иосифович
Аркадий Иосифович Полторак (1916, Одесса—3 июня 1977, Москва) — советский журналист, писатель, публицист.
До войны — рабочий-слесарь, учащийся рабфака железнодорожного института, слушатель курсов работников народного комиссариата иностранных дел в СССР.
Война — 1941 по 1945 в действующей армии на фронтах отечественной войны, председатель военного трибунала в 9-й пластунской стрелковой Краснодарской Краснознамённой, орденов Кутузова и Красной Звезды, добровольческой дивизии имени Верховного Совета Грузинской ССР.
Во время Международного военного трибунала на Нюрнбергском процессе возглавлял секретариат советской делегации.
После войны — работал в военной коллегии верховного суда СССР, преподаватель военно-юридической академии, старший научный сотрудник института государства и права. Доктор юридических наук, профессор. Доктор юридических наук (1965), тема диссертации «Нюрнбергский процесс. Основные правовые проблемы». Автор многих научных и популярных книг о Нюрнбергском процессе.

## Сочинения
- А. И. Полторак. От Мюнхена до Нюрнберга. — М.: ИМО, 1960. — С. 232. — 35 000 экз.
- А. И. Полторак. От Мюнхена до Нюрнберга. — 2-е перераб. — М.: ИМО, 1961. — С. 232. — 35 000 экз.
- А. И. Полторак. Нюрнбергский процесс. Основные правовые проблемы.. — М.: М., Воениздат, 1965. — С. 552. — 200 000 экз.
- А. И. Полторак. Нюрнбергский эпилог. — М.: Воениздат, 1965. — С. 552. — 200 000 экз.
- А. И. Полторак. Под судом фашизм. — М.: Политиздат, 1966. — С. 99. — 200 000 экз.
- А. И. Полторак. Нюрнбергский эпилог. — М.: Воениздат, 1969. — С. 558. — 200 000 экз.
- А. И. Полторак. Нюрнбергский эпилог. — М.: Юридическая литература, 1983. — С. 416. — 165 000 экз.

## В соавторстве
- А. И. Полторак, Л. И. Савинский. Вооруженные конфликты и международное право (основные проблемы). — М.: Наука, 1977. — С. 416. — 4800 экз.
- А. И. Полторак, Е. Б. Зайцев. Рурские господа и вашингтонские судьи. — Ленинград: Лениздат, 1968. — С. 366. — 100 000 экз.
- А. И. Полторак, Е. Б. Зайцев. Опознание. — М.: Советская Россия, 1973. — С. 240. — 50 000 экз.
- А. И. Полторак. Под перекрестным допросом. — 1974.

## Фильмография
| Год  | Название  | Роль        | Примечания                                    |
| ---- | --------- | ----------- | --------------------------------------------- |
| 1973 | Опознание | сосценарист | вместе с Евгением Зайцевым и Леонидом Менакер |